# Stanča (Kraljevo)
Pour les articles homonymes, voir Stanča.
Stanča (en serbe cyrillique : Станча) est un village de Serbie situé sur le territoire de la ville de Kraljevo, district de Raška. Au recensement de 2011, il comptait 68 habitants.

## Démographie
| 1948 | 1953 | 1961 | 1971 | 1981 | 1991 | 2002 | 2011 |
| ---- | ---- | ---- | ---- | ---- | ---- | ---- | ---- |
| 130  | 145  | 194  | 181  | 142  | 111  | 91   | 68   |

|  |